# Zalmoxis brevipes
Zalmoxis brevipes is een hooiwagen uit de familie Zalmoxioidae.